# Iulie 2005
Acest articol este generat integral pe baza informațiilor din articolul 2005 și este actualizat periodic de un robot.
 Editările făcute în articol vor fi șterse la următoarea actualizare! Dacă doriți să faceți modificări, editați articolul-sursă.

ianuarie -
februarie -
martie -
aprilie -
mai -
iunie -
iulie -
august -
septembrie -
octombrie -
noiembrie -
decembrie
Iulie 2005 a fost a șaptea lună a anului și a început într-o zi de vineri.

## Evenimente

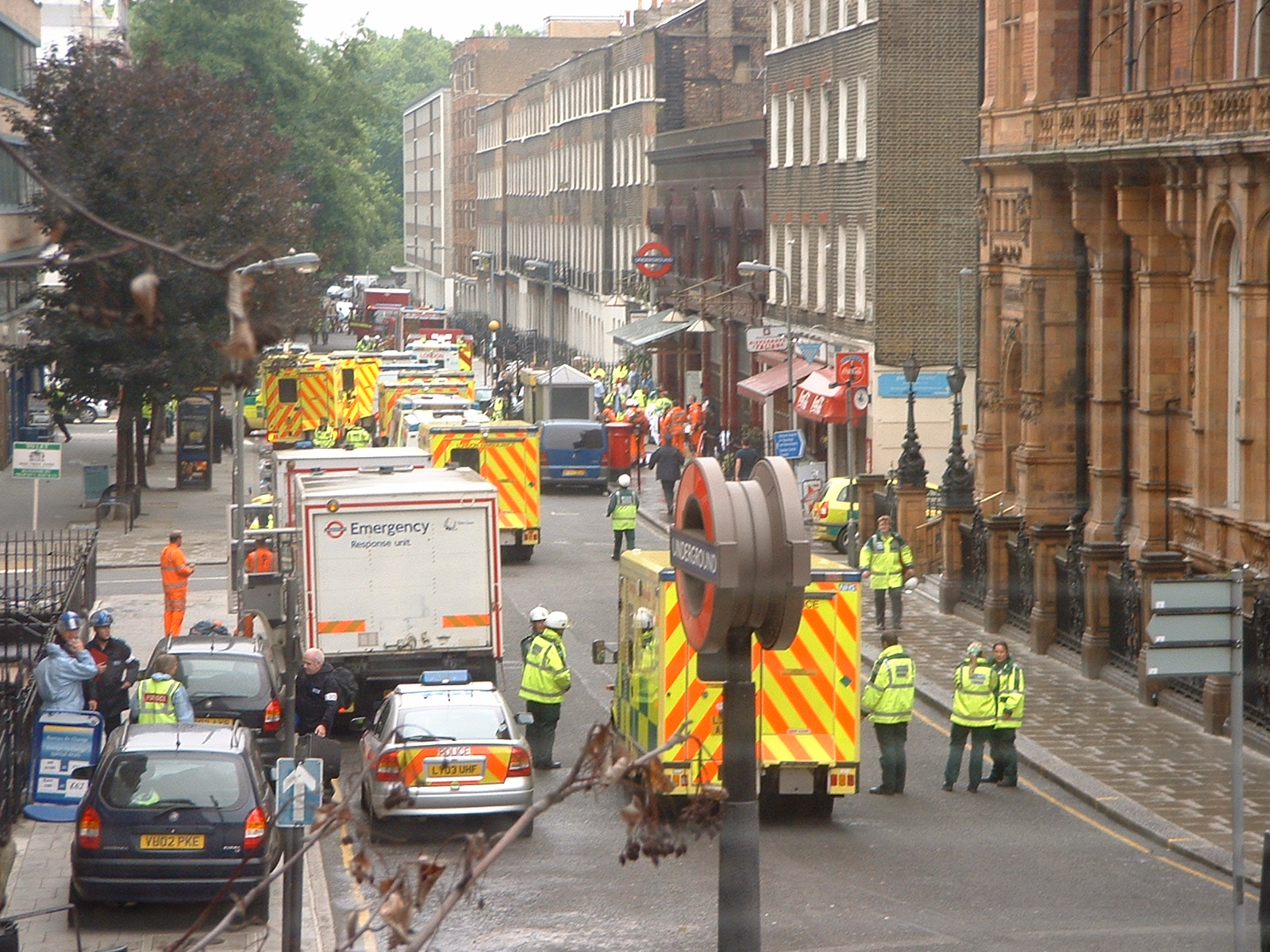
7 iulie: Mai multe explozii, presupuse de natură teroristă, zguduie Londra în timpul desfășurării în Scoția a summit-ului G8. Se estimează peste 33 de morți.

- 1 iulie: România: Intră în circulație leul nou, urmând ca până la 31 decembrie 2006 leii vechi să circule în paralel cu cei noi. Aceasta reprezintă a doua etapă a denominării și începând cu această dată 10.000 lei vechi vor fi preschimbați pentru 1 leu nou.
- 2 iulie: La Londra și în alte orașe au loc concertele maraton Live 8, destinate să aducă în prim-plan problema sărăciei din Africa, cu doar 3 zile înainte de debutul summit-ului G8 de la Edinburgh.
- 7 iulie: explozii, presupuse de natură teroristă, zguduie Londra în timpul desfășurării în Scoția a summit-ului G8. Se estimează peste 33 de morți.
- 24 iulie: Lance Armstrong câștigă Turul Franței pentru a șaptea oară consecutiv
- 7 august: Un grup de spărgători din Brazilia au săpat un tunel lung de 78 metri spre Banca Centrală din Fortaleza. Au extras de acolo cinci containere pline cu bancnote de 50 reali, cu o valoare estimată de 70 milioane dolari. Hoții au reușit să păcălească sistemele de alarmă și senzorii băncii, rămânând nedescoperiți până în dimineața zilei de luni, 8 august, atunci când s-a redeschis banca. Până în prezent, autoritățile au recuperat aproximativ șapte milioane de dolari din întreaga sumă.

## Nașteri
- 25 iulie: Pierce Gagnon, copil-actor american

## Decese
- 1 iulie: Luther Vandross, 54 ani, cântăreț, textier și producător american (n. 1951)
- 3 iulie: Gaylord A. Nelson, 89 ani, senator al statului Wisconsin (1963-1981), (n. 1916)
- 3 iulie: Gaylord Nelson, politician american (n. 1916)
- 5 iulie: Ray Davis (n. Raymond Davis), 65 ani, cântăreț american (n. 1940)
- 6 iulie: Ed McBain (n. Salvatore Albert Lombino), 78 ani, autor și scenarist american (n. 1926)
- 6 iulie: Claude Simon, 91 ani, scriitor francez, laureat al Premiului Nobel (1985), (n. 1913)
- 9 iulie: Petru Forna, 60 ani, germanist și traducător român de literatură germană (n. 1944)
- 9 iulie: Evgheni Grișin, 74 ani, patinator rus (n. 1931)
- 9 iulie: Maria Peter, 80 ani, interpretă română de muzică populară din zona Năsăudului (n. 1925)
- 10 iulie: A. J. Quinnell (n. Philip Nicholson), 65 ani, scriitor britanic (n. 1940)
- 12 iulie: Ferko-László Agoston, 62 ani, politician maghiar (n. 1943)
- 16 iulie: Harald Alexandrescu, 60 ani, astronom român (n. 1945)
- 17 iulie: Edward Heath, 89 ani, politician britanic (n. 1916)
- 20 iulie: James Doohan (n. James Montgomery Doohan), 85 ani, actor american (n. 1920)
- 22 iulie: George D. Wallace, 88, actor american (n. 1917)
- 25 iulie: Alexe S. Coban, 92 ani, veteran român de război (n. 1912)
- 26 iulie: Aristide Ghiță, 65 ani, fotbalist român (portar), (n. 1940)
- 26 iulie: Ileana Oroveanu, 80 ani, pictoriță română, creatoare de costume de teatru și film (n. 1925)
- 26 iulie: Gheorghe C. Mihalcea, 66 ani, antropolog român (n. 1938)
- 27 iulie: George Sbârcea, 91 ani, compozitor, muzician și muzicolog român (n. 1914)
- 27 iulie: Ștefan Tcaciuc, 69 ani, deputat român de etnie ucraineană (1990-1996 și 2000-2008), (n. 1936)
- 29 iulie: Gheorghe Alexandrescu, scriitor și luptator anticomunist (n. 1912)
- 31 iulie: Wim Duisenberg (n. Willem Frederik Duisenberg), 70 ani, economist neerlandez (n. 1935)